# Alcis deceptrix
Alcis deceptrix är en fjärilsart som beskrevs av W. Warren 1896. Alcis deceptrix ingår i släktet Alcis och familjen mätare. Inga underarter finns listade i Catalogue of Life.